# Pettyes rigótimália
A pettyes rigótimália (Turdoides hypoleuca) a madarak osztályának verébalakúak (Passeriformes) rendjébe és a Leiothrichidae családjába tartozó faj.

## Rendszerezése
A fajt Jean Cabanis német ornitológus írta le 1878-ban, a Crateropus nembe Crateropus hypoleucus néven.

## Alfajai
- Turdoides hypoleuca hypoleuca (Cabanis, 1878)
- Turdoides hypoleuca rufuensis (Neumann, 1906)[2]

## Előfordulása
Kelet-Afrikában, Kenya és Tanzánia területén honos. A természetes élőhelye a szubtrópusi vagy trópusi síkvidéki esőerdők és száraz cserjések, valamint ültetvények és vidéki kertek. Állandó, nem vonuló faj.

## Megjelenése
Testhossza 22-25 centiméter, testtömege 67-80 gramm.

## Életmódja
Feltehetően gerinctelenekkel, bogyókkal és magvakkal táplálkozik.